# Внутри вихря
«Внутри вихря» (англ. Within the Whirlwind) — фильм 2009 года режиссёра Марлен Горрис по книге Евгении Гинзбург «Крутой маршрут». Главные роли исполнили Эмили Уотсон и Пэм Феррис. В интервью 2011 года Уотсон охарактеризовала этот фильм как «самое сложное, что она делала как зрелая актриса».

## Сюжет
Во времена Большого террора Иосифа Сталина профессор литературы Евгения Гинзбург была ложно признана виновной в антисоветской агитации и приговорена к 10 годам каторжных работ в советском исправительно-трудовом лагере. Потеряв всё и больше не желая жить, она встречает доктора Антона Вальтера (Ульрих Тукур), крымского немецкого политзаключённого, который работает лагерным врачом на Колыме. Он рекомендует её на должность медсестры в лазарете лагеря. Они влюбляются, и постепенно Евгения начинает возвращаться к жизни.

## В ролях
- Эмили Уотсон — Евгения Гинзбург
- Пэм Феррис — мать Евгении
- Иэн Харт — Бейлин
- Бен Миллер — Красный
- Ульрих Тукур — Антон Вальтер
- Агата Бузек — Лена
- Беньямин Задлер — Павел Васильевич Аксёнов
- Хайнц Ливен — старик Владимир
- Юрий Шрадер — дежурный на проходной